# Singular bank

## Singular Bank
Singular Bank SAU, conocido comercialmente como Singular Bank es un banco español con domicilio social en Madrid. 
El banco fue fundado el 14 de enero de 2020 y su origen está ligado sobre la base de Self Bank. 
Singular Bank SAU es una institución registrada en el Registro de Entidades del Banco de España, supervisada por el Banco Central Europeo, el Banco de España, y la CNMV. 

## Historia
En febrero de 2019, Warburg Pincus LLC, fondo de capital riesgo estadounidense, y Javier Marín Romano, ex consejero delegado de Banco Santander, compran el 100% de capital de Self Bank a Société Générale.
En enero de 2020, Self Bank cambió la denominación a Singular Bank SAU, manteniendo la actividad de banca en línea bajo la denominación SelfBank by Singular Bank.
En junio de 2020, Singular Bank, compra el negocio de gestión discrecional de carteras de MG Valores,
En diciembre de 2020, Singular Bank llegó a un acuerdo con Quintet Private Bank, entidad de Luxemburgo, para poder operar en España, incorporando a sus clientes y parte del equipo de profesionales. 
En el último trimestre de 2020, Singular Bank, adquiere Belgravia Capital, una boutique de fondos de inversión, fundada por Carlos Cerezo. 
En octubre de 2021, Singular Bank, compra la unidad de banca privada de UBS,  en España. 

## Sedes

### Sede Social y Sede Financiera
La sede social y financiera de Singular Bank está situada en la calle Goya, 11 de Madrid. 

### Negocio en España
Los principales datos de Singular Bank en España son los siguientes:
- Empleados (20-01-2023): 400

## Oficinas
- La Coruña
- Barcelona
- Bilbao
- Las Palmas de Gran Canaria
- León
- Madrid
- Málaga
- Murcia
- Sevilla
- Valencia
- Zaragoza

## Administración

### Consejo de Administración
Warburg Pincus es un grupo inversor, creado en 1966 y con presencia en más de 40 países. El consejo de administración de Singular Bank está compuesto:
| Cargo                            | Nombre              |
| -------------------------------- | ------------------- |
| Presidente (Dominical)           | Jacques Aigrain     |
| Consejero delegado               | Javier Marín Romano |
| Secretaria General y del Consejo | Curra Munuera       |
| Vocal                            | Ranieri de Marchis  |
| Vocal                            | Miguel Temboury     |
| Vocal                            | David Bellamy       |
| Vocal                            | Laura de Rivera     |
| Vocal                            | Richard Laxer       |
| Vocal                            | Peter Deming        |
| Vocal                            | Nevio Duci          |

### Equipo directivo
Singular Bank cuenta con el siguiente equipo directivo:
| Cargo                                                          | Nombre                                |
| -------------------------------------------------------------- | ------------------------------------- |
| Consejero delegado                                             | Javier Marín Romano                   |
| Director General. Clientes                                     | José Salgado Fuertes de Villavicencio |
| Director General. Marketing                                    | Luis Moreno García                    |
| Director General. Estrategia Digital, Tecnología y Operaciones | Fernando Egido Egaña                  |
| Director General. Inversiones y Productos                      | Carlos Pérez Parada                   |